# Bergisches Land

Bergisches Land, Renania Settentrionale-Vestfalia, Germania

Il Bergisches Land (in tedesco: [bɛʁɡɪʃəs lant]) è una zona di bassa montagna situata nel Land della Renania Settentrionale-Vestfalia, in Germania, a est del fiume Reno e a sud della Ruhr. Il paesaggio si articola principalmente in boschi, prati, fiumi e torrenti e contiene oltre venti laghi artificiali. Wuppertal è una delle città più grandi ed è considerata la capitale della regione, anche se la parte meridionale oggi ha legami economici e socio-culturali più stretti con Colonia. Wuppertal e le città limitrofe di Remscheid e Solingen formano il cosiddetto Bergisches Städtedreieck.

## Storia

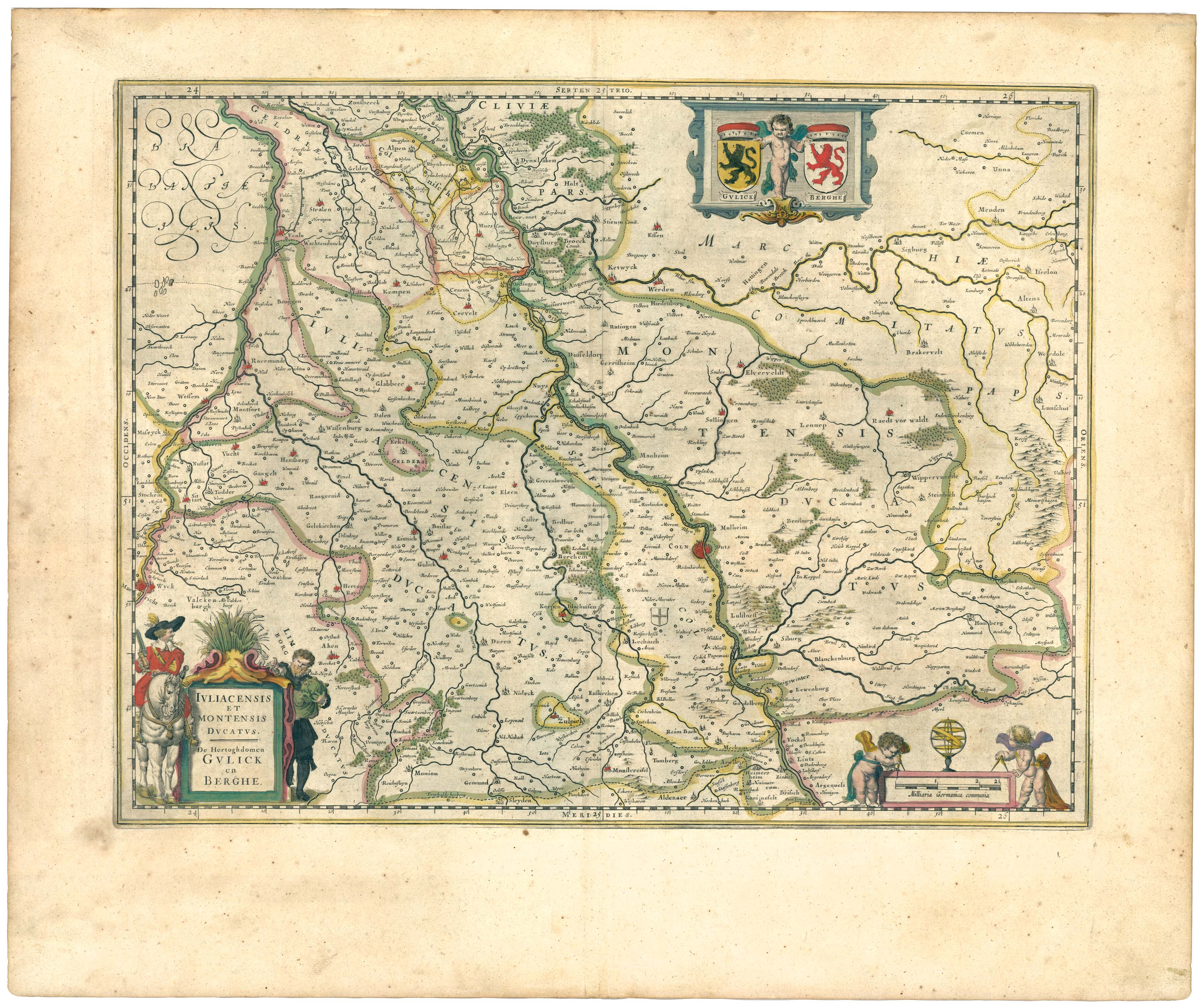
Iuliacensis et Montensis Ducatus (1645), carta dei ducati di Jülich e Berg realizzata da Joan Blaeu

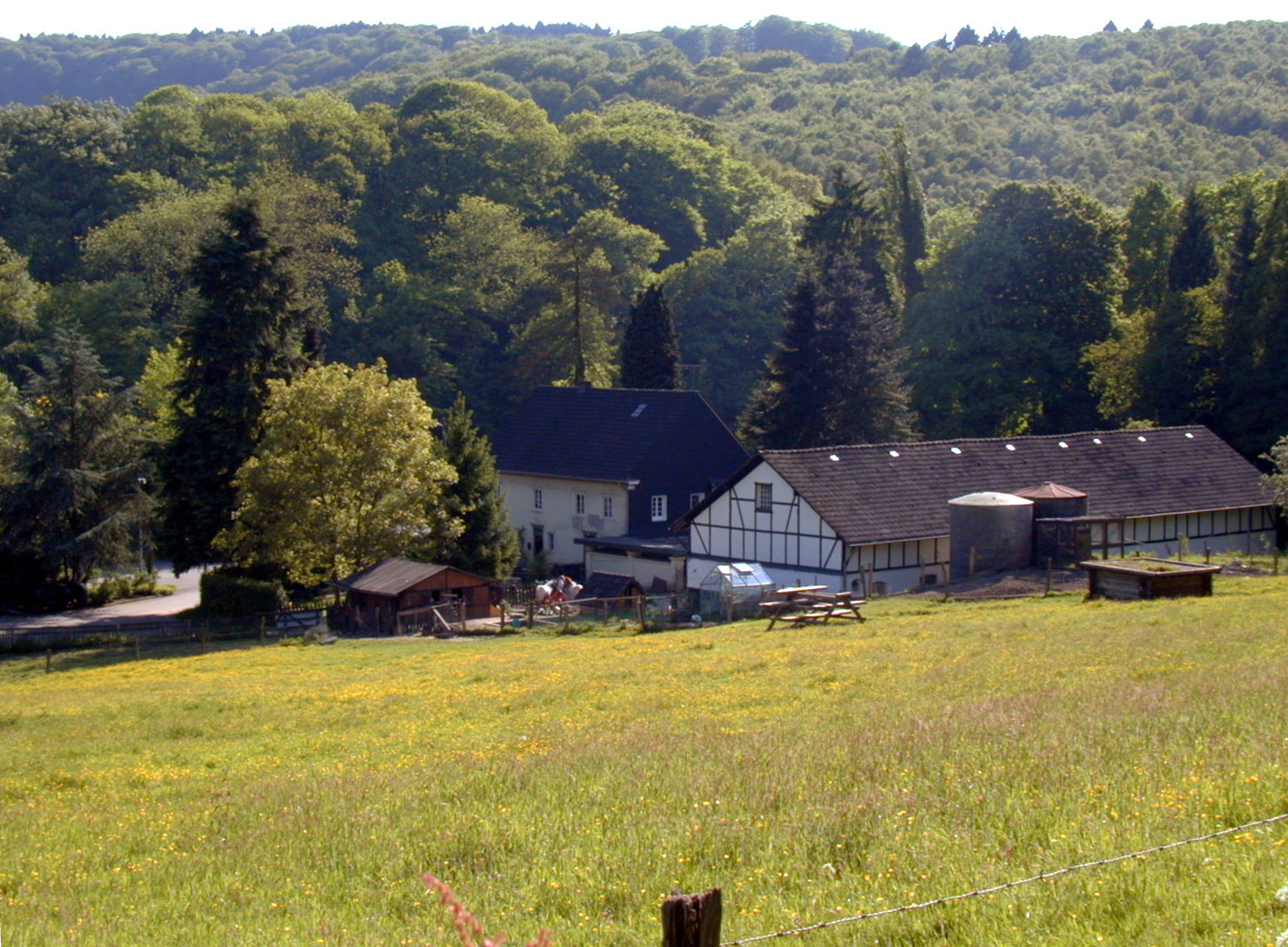
Vista della Staatsforst Burgholz, foresta tra Wuppertal e Solingen, con una fattoria tipica della regione del Bergisches Land

Il Bergisches Land era territorio della Contea di Berg, che in seguito divenne Ducato di Berg, il quale diede il nome alla regione. Il Ducato, elevato a Granducato in epoca napoleonica, fu sciolto nel 1813, e nel 1822 la regione divenne parte della prussiana provincia del Reno. Tra la abitanti di oggi, il senso di appartenenza al Bergisches Land è ancora molto sentito nella parte settentrionale collinare, ma non lo è più molto nelle aree di pianura vicino a Colonia, alla zona della Ruhr o a Düsseldorf.

### Sviluppo economico
La regione divenne famosa durante il periodo della sua prima industrializzazione nel XIX secolo. In quel lasso di tempo la valle del fiume Wupper divenne una sorta di Silicon Valley ante litteram: in particolare, le due città gemelle Barmen ed Elberfeld, oggi riunite in Wuppertal, erano i maggiori centri commerciali e industriali della Prussia in quel momento. Tale ripresa economica causò l'espansione dell'area mineraria del Ruhrgebiet, dando vita anche a riflessioni teoriche sulla dimensione sociale di questo sviluppo imprenditoriale: non a caso Friedrich Engels nacque proprio a Barmen da un proprietario di filanda. Dopo la crisi industriale dagli anni sessanta in poi, la regione perse la sua storica importanza, anche se le collaborazioni di imprenditori, cittadini e politici nativi del Bergisches Land stanno operando negli ultimi anni per ripristinare nella regione il passato potere economico.

## Città e distretti
|  | Città/distretto        | Affiliazione              | Parte del ducato di Berg (1789) | Tradizionalmente parte del Bergisches Land |
|  | ---------------------- | ------------------------- | ------------------------------- | ------------------------------------------ |
|  | Bad Honnef             | Circondario del Reno-Sieg | X                               |                                            |
|  | Bergisch Gladbach      | Circondario del Reno-Berg | X                               | X                                          |
|  | Bergneustadt           | Circondario di Oberberg   | X                               | X                                          |
|  | Burscheid              | Circondario del Reno-Berg | X                               | X                                          |
|  | Düsseldorf             | Nessuna affiliazione      | X                               |                                            |
|  | Eitorf                 | Circondario del Reno-Sieg | X                               | X                                          |
|  | Engelskirchen          | Circondario di Oberberg   | X                               | X                                          |
|  | Erkrath                | Circondario di Mettmann   | X                               | X                                          |
|  | Gummersbach            | Circondario di Oberberg   |                                 | X                                          |
|  | Haan                   | Circondario di Mettmann   | X                               | X                                          |
|  | Heiligenhaus           | Circondario di Mettmann   | X                               | X                                          |
|  | Hennef                 | Circondario del Reno-Sieg | X                               | X                                          |
|  | Hilden                 | Circondario di Mettmann   | X                               | X                                          |
|  | Hückeswagen            | Circondario di Oberberg   | X                               | X                                          |
|  | Kürten                 | Circondario del Reno-Berg | X                               | X                                          |
|  | Langenfeld             | Circondario di Mettmann   | X                               | X                                          |
|  | Leichlingen            | Circondario del Reno-Berg | X                               | X                                          |
|  | Leverkusen             | Nessuna affiliazione      | X                               | X                                          |
|  | Lindlar                | Circondario di Oberberg   | X                               | X                                          |
|  | Lohmar                 | Circondario del Reno-Sieg | X                               | X                                          |
|  | Marienheide            | Circondario di Oberberg   |                                 | X                                          |
|  | Mettmann               | Circondario di Mettmann   | X                               | X                                          |
|  | Monheim                | Circondario di Mettmann   | X                               | X                                          |
|  | Morsbach               | Circondario di Oberberg   | X                               | X                                          |
|  | Much                   | Circondario del Reno-Sieg | X                               | X                                          |
|  | Mülheim an der Ruhr    | Nessuna affiliazione      | X                               |                                            |
|  | Neunkirchen-Seelscheid | Circondario del Reno-Sieg | X                               | X                                          |
|  | Niederkassel           | Circondario del Reno-Sieg | X                               |                                            |
|  | Nümbrecht              | Circondario di Oberberg   |                                 | X                                          |
|  | Odenthal               | Circondario del Reno-Berg | X                               | X                                          |
|  | Overath                | Circondario del Reno-Berg | X                               | X                                          |
|  | Ratingen               | Circondario di Mettmann   | X                               | X                                          |
|  | Radevormwald           | Circondario di Oberberg   | X                               | X                                          |
|  | Reichshof              | Circondario di Oberberg   | X                               | X                                          |
|  | Remscheid              | Nessuna affiliazione      | X                               | X                                          |
|  | Rösrath                | Circondario del Reno-Berg | X                               | X                                          |
|  | Ruppichteroth          | Circondario del Reno-Sieg | X                               | X                                          |
|  | Sankt Augustin         | Circondario del Reno-Sieg | X                               |                                            |
|  | Siegburg               | Circondario del Reno-Sieg | X                               |                                            |
|  | Solingen               | Nessuna affiliazione      | X                               | X                                          |
|  | Troisdorf              | Circondario del Reno-Sieg | X                               |                                            |
|  | Velbert                | Circondario di Mettmann   | X                               | X                                          |
|  | Waldbröl               | Circondario di Oberberg   | X                               | X                                          |
|  | Wermelskirchen         | Circondario del Reno-Berg | X                               | X                                          |
|  | Wiehl                  | Circondario di Oberberg   |                                 | X                                          |
|  | Windeck                | Circondario del Reno-Sieg | X                               | X                                          |
|  | Wipperfürth            | Circondario di Oberberg   | X                               | X                                          |
|  | Wülfrath               | Circondario di Mettmann   | X                               | X                                          |
|  | Wuppertal              | Nessuna affiliazione      | X                               | X                                          |